# Albert Langen
Albert Langen (Anversa, 8 luglio 1869 – Monaco di Baviera, 30 aprile 1909) è stato un editore tedesco, fondatore con il giornalista Thomas Theodor Heine della discussa rivista satirica Simplicissimus.